# Giebułtów (Neder-Silezië)
Giebułtów is een dorp in het Poolse woiwodschap Neder-Silezië, in het district Lwówecki. De plaats maakt deel uit van de gemeente Mirsk.
Het dorp behoorde tot 1945 tot Duitsland en heette Gebhardsdorf.
In 1328 werd het dorp gesticht onder de naam Goeppersdorff. Dat werd in 1570 veranderd in Göppersdorf, "die gütter Schwerta", maar werd in 1599 alweer veranderd in Gebhardsdorff. In 1667 werd de naam wederom Geppersdorff, maar werd in 1677 wederom terug gedoopt in Gebhartsdorff. Werd in 1753 weer terug gedoopt in Geppersdorf, en werd in 1816 verdeeld in Alt- Neu- Ober- Gebhardsdorf.
Aan het einde van de Tweede Wereldoorlog in 1945, werd het dorp Pools grondgebied en werd de plaatsnaam Giebułtów. Tegenwoordig is het net als een aantal andere dorpen onderdeel van de gemeente Mirsk in de provincie Dolnoslaskie. In het dorpje leven nogal wat oudere mensen die in hun jeugd door de Russen vanuit hun dorpjes in voormalig Oost-Polen (thans Oekraïne) naar het dorpje zijn gedeporteerd. Bij sommigen is dit nog aan hun dialect te horen.

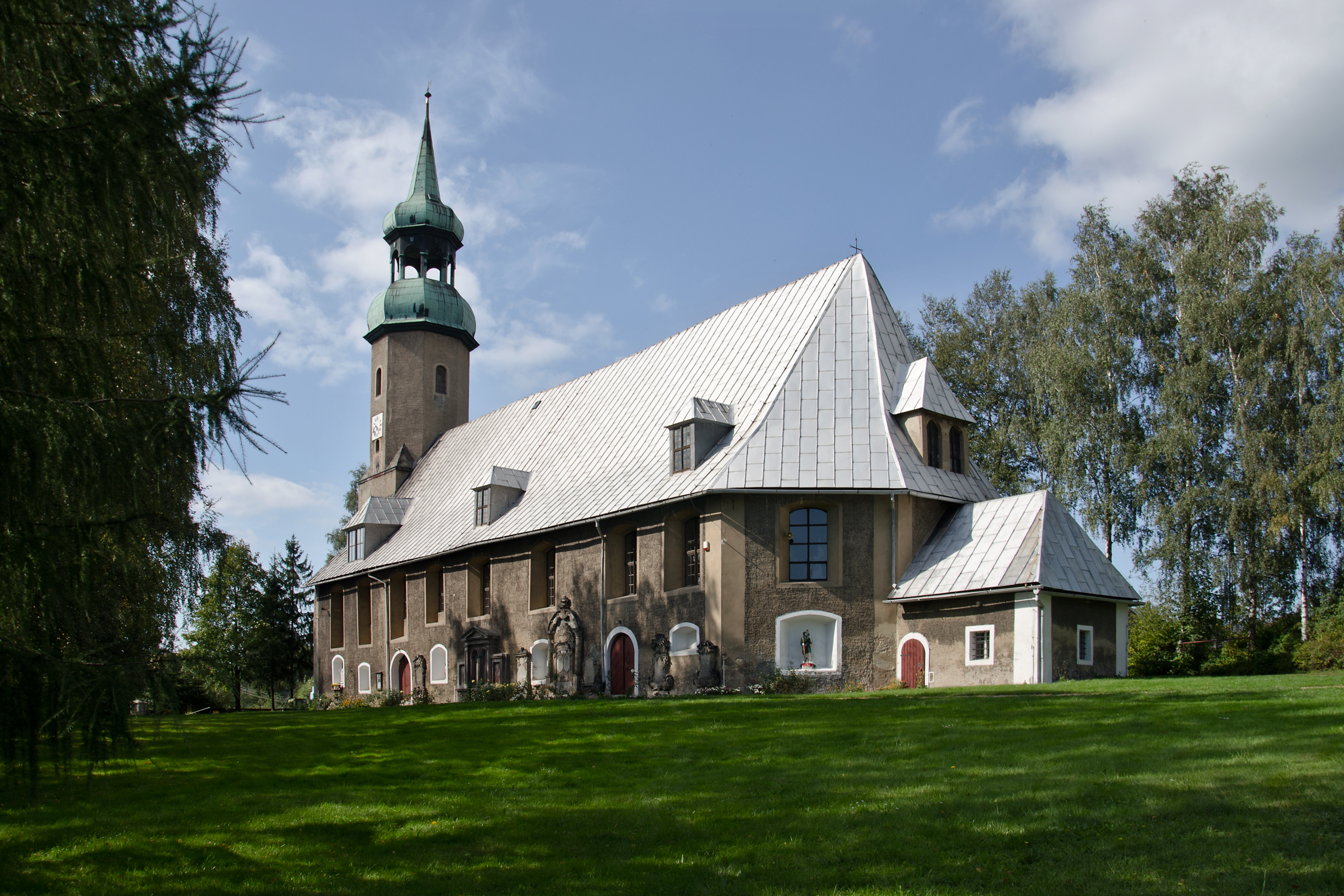
Kerk in Giebułtów